# Palm Bay
Palm Bay város az USA Florida államában, Brevard megyében. Lakosainak száma 119 760 fő (2020. április 1.).

## Népesség
A település népességének változása:

| 2010 | 103 190 |
| 2020 | 119 760 |